# Тян, Игнат Александрович
Игнат Александрович Тян (род. 17 марта 1986, Самарканд) — российский футболист, нападающий, полузащитник.
Уроженец Самарканда. Воспитанник СДЮШОР «Смена» Санкт-Петербург. В 2004 году провёл 12 матчей, забил один гол за дубль петербургского «Зенита». Был в составах клубов «Самарканд-Динамо» (Узбекистан, 2005), «Оулу» (2006, Финляндия), АИК (2007, Швеция). В 2008 году сыграл 9 матчей в чемпионате Молдавии за «Политехнику» Кишинёв. В 2009 году — в составе любительского клуба «Серп и молот» Москва. В 2010 году сыграл 13 матчей, забил 2 гола в первенстве ЛФЛ за «Приалит Реутов». В составе ереванской «Мики» в 2012 году сыграл одну игру в чемпионате Армении и победный матч на Суперкубок Армении. Играл за любительские клубы «ВДВ-СпортКлуб» Наро-Фоминск (2014—2015), «Горки-2» Одинцовский район (2018—2019)